# Rund um Köln 2000
Il Rund um Köln 2000, ottantacinquesima edizione della corsa, si svolse il 24 aprile su un percorso di 198 km. Fu vinto dallo svizzero Steffen Wesemann della squadra Team Deutsche Telekom davanti al belga Hendrik Van Dyck e al tedesco Jens Heppner.

## Ordine d'arrivo (Top 10)
| Pos. | Corridore        | Squadra                     | Tempo    |
| ---- | ---------------- | --------------------------- | -------- |
| 1    | Steffen Wesemann | Team Deutsche Telekom       | 4h37'56" |
| 2    | Hendrik Van Dyck | Palmans-Ideal               | s.t.     |
| 3    | Jens Heppner     | Team Deutsche Telekom       | a 42"    |
| 4    | Rolf Aldag       | Team Deutsche Telekom       | s.t.     |
| 5    | Thierry Marichal | Lotto-Adecco                | a 1'10"  |
| 6    | Udo Bölts        | Team Deutsche Telekom       | a 1'15"  |
| 7    | Bart Voskamp     | Team Polti                  | s.t.     |
| 8    | Dave Bruylandts  | Palmans-Ideal               | s.t.     |
| 9    | Artur Babaitsev  | Team Nurnberger             | a 6'40"  |
| 10   | Erwin Thijs      | Vlaanderen 2002-Eddy Merckx | s.t.     |